# Polypoetes selenia
Polypoetes selenia är en fjärilsart som beskrevs av Felder 1874. Polypoetes selenia ingår i släktet Polypoetes och familjen tandspinnare. Inga underarter finns listade i Catalogue of Life.